# 2014 FIFAワールドカップ・ヨーロッパ予選グループF

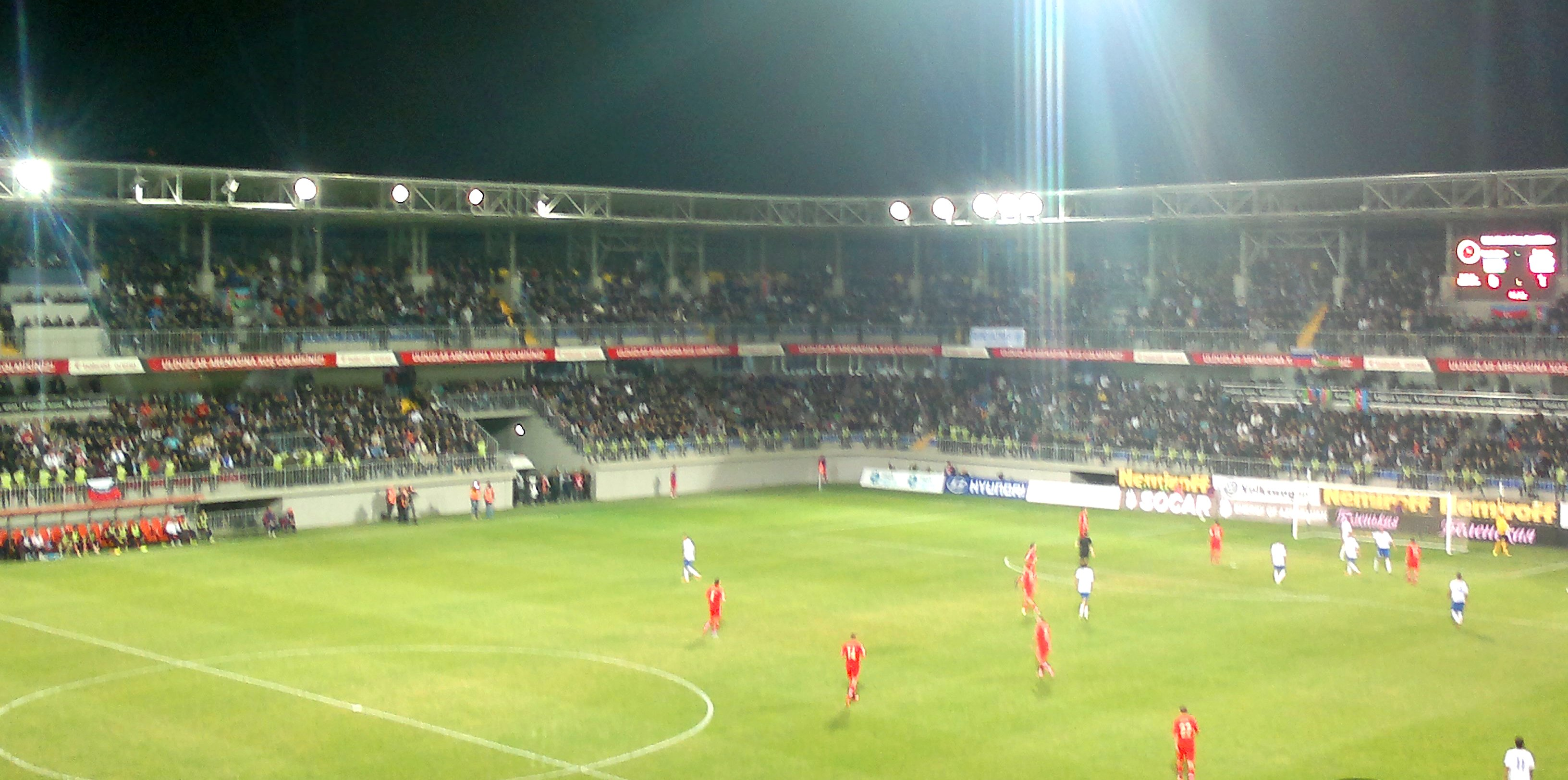
アゼルバイジャン対ロシアの試合の様子（2013年10月15日、バクセル・アレナ）

このページは、2014 FIFAワールドカップ・ヨーロッパ予選のグループFの結果をまとめたものである。このグループは、ポルトガル、ロシア、イスラエル、北アイルランド、アゼルバイジャン、ルクセンブルクの6カ国・地域からなる。
1位通過チームはそのまま2014 FIFAワールドカップ本大会出場が決まる。各グループ2位のチームのうち、成績上位の8チームを2チームずつ4組に分け、ホーム・アンド・アウェー方式で対戦を行う。各勝者が本大会出場権を得る。
なお、グループリーグ各組2位のチームの成績を比較する際、6チームが属するグループのチームについては、チーム数を合わせて比較するため、当該グループの最下位チームとの対戦戦績を除外する。

## 順位表
| チーム           | 勝点 | 試合 | 勝利 | 引分 | 敗戦 | 得点 | 失点 | 点差 |
| ---------------- | ---- | ---- | ---- | ---- | ---- | ---- | ---- | ---- |
| ロシア           | 22   | 10   | 7    | 1    | 2    | 20   | 5    | +15  |
| ポルトガル       | 21   | 10   | 6    | 3    | 1    | 20   | 9    | +11  |
| イスラエル       | 14   | 10   | 3    | 5    | 2    | 19   | 14   | +5   |
| アゼルバイジャン | 9    | 10   | 1    | 6    | 3    | 7    | 11   | -4   |
| 北アイルランド   | 7    | 10   | 1    | 4    | 5    | 9    | 17   | -8   |
| ルクセンブルク   | 6    | 10   | 1    | 3    | 6    | 7    | 26   | -19  |

| チーム  | チーム           | AWAY       | AWAY           | AWAY           | AWAY                 | AWAY               | AWAY               |
| チーム  | チーム           | ロシアの旗 | ポルトガルの旗 | イスラエルの旗 | アゼルバイジャンの旗 | 北アイルランドの旗 | ルクセンブルクの旗 |
| ------- | ---------------- | ---------- | -------------- | -------------- | -------------------- | ------------------ | ------------------ |
| H O M E | ロシア           | X          | 1-0            | 3-1            | 1-0                  | 2-0                | 4-1                |
| H O M E | ポルトガル       | 1-0        | X              | 1-1            | 3-0                  | 1-1                | 3-0                |
| H O M E | イスラエル       | 0-4        | 3-3            | X              | 1-1                  | 1-1                | 3-0                |
| H O M E | アゼルバイジャン | 1-1        | 0-2            | 1-1            | X                    | 2-0                | 1-1                |
| H O M E | 北アイルランド   | 1-0        | 2-4            | 0-2            | 1-1                  | X                  | 1-1                |
| H O M E | ルクセンブルク   | 0-4        | 1-2            | 0-6            | 0-0                  | 3-2                | X                  |

## 競技日程と結果
競技日程は、2011年11月22日にルクセンブルク大公国ルクセンブルク市で行われたミーティングによって決定された。
| 2012年9月7日 19:00 (UTC+4) |

| ロシア                                   | 2 - 0    | 北アイルランド |
| ファイズリン 30分 · シロコフ 78分 (pen.) | レポート |                |

| ロコモティフ・スタジアム (モスクワ) 観客数: 14,300人 主審: アントニオ・マテウ・ラオス |

| 2012年9月7日 21:00 (UTC+5) |

| アゼルバイジャン | 1 - 1    | イスラエル  |
| アビショフ 65分  | レポート | ナトホ 50分 |

| トフィク・バフラモフ・スタジアム（バクー） 観客数: 22,211人 主審: マテイ・ユグ |

| 2012年9月7日 20:45 (UTC+2) |

| ルクセンブルク | 1 - 2    | ポルトガル                      |
| ダ・モタ 13分  | レポート | ロナウド 28分 · ポスティガ 54分 |

| スタッド・ヨジー・バーテル（ルクセンブルク） 観客数: 8,125人 主審: クリスト・トーヴェル |

| 2012年9月11日 20:00 (UTC+3) |

| イスラエル | 0 - 4    | ロシア                                                     |
|            | レポート | ケルジャコフ 7分, 64分 · ココリン 18分 · ファイズリン 77分 |

| ラマト・ガン・スタジアム（ラマト・ガン） 観客数: 28,131人 主審: マーク・クラッテンバーグ |

| 2012年9月11日 19:45 (UTC+1) |

| 北アイルランド | 1 - 1    | ルクセンブルク |
| シールズ 14分  | レポート | ダ・モタ 87分  |

| ウィンザー・パーク（ベルファスト） 観客数: 10,674人 主審: ヴラド・グロドヴィッチ |

| 2012年9月11日 21:00 (UTC+1) |

| ポルトガル                                        | 3 - 0    | アゼルバイジャン |
| ヴァレラ 64分 · ポスティガ 85分 · アルヴェス 88分 | レポート |                  |

| エスタディオ・ムニシパル・デ・ブラガ（ブラガ） 観客数: 29,971人 主審: シモン・マルチニャク |

| 2012年10月12日 19:00 (UTC+4) |

| ロシア           | 1 - 0    | ポルトガル |
| ケルジャコフ 6分 | レポート |            |

| ルジニキ・スタジアム（モスクワ） 観客数: 54,212人 主審: カッシャイ・ヴィクトル |

| 2012年10月12日 21:00 (UTC+2) |

| ルクセンブルク | 0 - 6    | イスラエル                                                                   |
|                | レポート | ラディ 4分 · ベン・バサト 12分 · ヘメド 27分, 73分, 90+1分 · メリクソン 60分 |

| スタッド・ヨジー・バーテル（ルクセンブルク） 観客数: 2,631人 主審: レオンティオス・トラットゥ |

| 2012年10月16日 19:00 (UTC+4) |

| ロシア               | 1 - 0    | アゼルバイジャン |
| シロコフ 84分 (pen.) | レポート |                  |

| ルジニキ・スタジアム（モスクワ） 観客数: 15,000人 主審: アレクサンダル・ストフレフ |

| 2012年10月16日 18:00 (UTC+2) |

| イスラエル                            | 3 - 0    | ルクセンブルク |
| ヘメド 13分, 48分 · ベン・バサト 35分 | レポート |                |

| ラマト・ガン・スタジアム（ラマト・ガン） 観客数: 20,400人 主審: ハラルド・レヒナー |

| 2012年10月16日 20:45 (UTC+1) |

| ポルトガル      | 1 - 1    | 北アイルランド |
| ポスティガ 79分 | レポート | マッギン 30分  |

| エスタディオ・ド・ドラゴン（ポルト） 観客数: 48,711人 主審: トルステン・キンヘファー |

| 2012年11月14日 19:45 (UTC+0) |

| 北アイルランド  | 1 - 1    | アゼルバイジャン |
| ヒーリー 90+6分 | レポート | アリエフ 5分     |

| ウィンザー・パーク（ベルファスト） 観客数: 12,372人 主審: ヴィクトル・シャヴェツォフ |

| 2013年3月22日 14:45 (UTC+2) |

| イスラエル                                        | 3 - 3    | ポルトガル                                             |
| ヘメド 24分 · ベン・バサト 40分 · ゲルション 70分 | レポート | アルヴェス 2分 · ポスティガ 72分 · コエントラン 90+3分 |

| ラマト・ガン・スタジアム（ラマト・ガン） 観客数: 38,600人 主審: ステファン・ラノワ |

| 2013年3月22日 20:15 (UTC+1) |

| ルクセンブルク | 0 - 0    | アゼルバイジャン |
|                | レポート |                  |

| スタッド・ヨジー・バーテル（ルクセンブルク） 観客数: 1,324人 主審: パドレー・サットン |

| 2013年3月26日 21:00 (UTC+4) |

| アゼルバイジャン | 0 - 2    | ポルトガル                        |
|                  | レポート | アルヴェス 63分 · アルメイダ 79分 |

| トフィク・バフラモフ・スタジアム（バクー） 観客数: 24,558人 主審: アンドレ・マリナー |

| 2013年3月26日 19:45 (UTC+0) |

| 北アイルランド | 0 - 2    | イスラエル                            |
|                | レポート | ラファエロフ 78分 · ベン・バサト 84分 |

| ウィンザー・パーク（ベルファスト） 観客数: 11,200人 主審: ハネス・カーシク |

| 2013年6月7日 21:00 (UTC+5) |

| アゼルバイジャン | 1 - 1    | ルクセンブルク |
| アビショフ 63分  | レポート | ベンシ 81分    |

| ダルガ・アレナ（バクー） 観客数: 9,258人 主審: ファービアン・ミハリ |

| 2013年6月7日 20:45 (UTC+1) |

| ポルトガル     | 1 - 0    | ロシア |
| ポスティガ 9分 | レポート |        |

| エスタディオ・ダ・ルス（リスボン） 観客数: 54,697人 主審: ダミル・スコミナ |

| 2013年8月14日 19:45 (UTC+1) |

| 北アイルランド  | 1 - 0    | ロシア |
| パターソン 43分 | レポート |        |

| ウィンザー・パーク（ベルファスト） 観客数: 11,178人 主審: トム・ハラルド・ハーゲン |

| 2013年9月6日 19:30 (UTC+4) |

| ロシア                                                   | 4 - 1    | ルクセンブルク |
| ココリン 1分, 36分 · ケルジャコフ 60分 · サメドフ 90+3分 | レポート | ヨアヒム 90分  |

| カザン・アリーナ（カザン） 観客数: 18,525人 主審: ロバート・マデン |

| 2013年9月6日 19:45 (UTC+1) |

| 北アイルランド                  | 2 - 4    | ポルトガル                                  |
| マコーリー 37分 · ウォード 52分 | レポート | アルヴェス 21分 · ロナウド 68分, 77分, 83分 |

| ウィンザー・パーク（ベルファスト） 観客数: 13,629人 主審: ダニー・マッケリ |

| 2013年9月7日 21:00 (UTC+3) |

| イスラエル      | 1 - 1    | アゼルバイジャン      |
| シェクター 73分 | レポート | アミルグリイェフ 61分 |

| ラマト・ガン・スタジアム（ラマト・ガン） 観客数: 21,250人 主審: ステファン・ヨハネソン |

| 2013年9月10日 19:00 (UTC+4) |

| ロシア                                                | 3 - 1    | イスラエル      |
| ベレズツキー 49分 · ココリン 52分 · グルシャコフ 74分 | レポート | ザハヴィ 90+3分 |

| ペトロフスキー・スタジアム（サンクトペテルブルク） 観客数: 21,107人 主審: マヌエル・グレーフェ |

| 2013年9月10日 20:15 (UTC+2) |

| ルクセンブルク                                  | 3 - 2    | 北アイルランド                    |
| ヨアヒム 47分 · ベンシ 78分 · イェーニシュ 88分 | レポート | パターソン 14分 · マコーリー 82分 |

| スタッド・ヨジー・バーテル（ルクセンブルク） 観客数: 4,114人 主審: ロベルト・マウェク |

| 2013年10月11日 21:00 (UTC+5) |

| アゼルバイジャン                    | 2 - 0    | 北アイルランド |
| ダダショフ 58分 · シュクロフ 90+5分 | レポート |                |

| ダルガ・アレナ（バクー） 観客数: 10,100人 主審: アンドレア・デ・マルコ |

| 2013年10月11日 20:30 (UTC+2) |

| ルクセンブルク | 0 - 4    | ロシア                                                                     |
|                | レポート | サメドフ 9分 · ファイズリン 39分 · グルシャコフ 45+2分 · ケルジャコフ 73分 |

| スタッド・ヨジー・バーテル（ルクセンブルク） 観客数: 5,354人 主審: シュテファン・シュトゥーダー |

| 2013年10月11日 20:45 (UTC+1) |

| ポルトガル    | 1 - 1    | イスラエル        |
| R.コスタ 27分 | レポート | ベン・バサト 85分 |

| エスタディオ・ジョゼ・アルヴァラーデ（リスボン） 観客数: 48,317人 主審: トム・ハラルド・ハーゲン |

| 2013年10月15日 22:00 (UTC+5) |

| アゼルバイジャン  | 1 - 1    | ロシア        |
| ジャヴァドフ 90分 | レポート | シロコフ 15分 |

| バクセル・アレナ（バクー） 観客数: 11,000人 主審: ミロラド・マジッチ |

| 2013年10月15日 20:00 (UTC+3) |

| イスラエル        | 1 - 1    | 北アイルランド  |
| ベン・バサト 43分 | レポート | デイヴィス 72分 |

| ラマト・ガン・スタジアム（ラマト・ガン） 観客数: 12,785人 主審: ローラン・デュアメル |

| 2013年10月15日 18:00 (UTC+1) |

| ポルトガル                                  | 3 - 0    | ルクセンブルク |
| ヴァレラ 29分 · ナニ 36分 · ポスティガ 78分 | レポート |                |

| エスタディオ・シダーデ・デ・コインブラ（コインブラ） 観客数: 18,955人 主審: ビュレント・ユルドゥルム |